# Campionati mondiali di sollevamento pesi 2022 - 71 kg femminile
Le gare di sollevamento pesi della categoria fino a 71 kg femminile — pesi massimi leggeri — dei campionati mondiali del 2022 si sono svolte dall'11 al 12 dicembre 2022 a Bogotà presso la Gran Carpa Américas Corferias.

## Programma
L'orario indicato corrisponde a quello colombiano (UTC-05:00)
| Data             | Orario | Evento   |
| ---------------- | ------ | -------- |
| 11 dicembre 2022 | 09:00  | Gruppo D |
| 11 dicembre 2022 | 21:30  | Gruppo C |
| 12 dicembre 2022 | 11:30  | Gruppo B |
| 12 dicembre 2022 | 19:00  | Gruppo A |

## Medagliate
Per ciascun esercizio, le prime tre classificate sono le seguenti:
| Esercizio | Oro           | Oro    | Argento        | Argento | Bronzo         | Bronzo |
| --------- | ------------- | ------ | -------------- | ------- | -------------- | ------ |
| Strappo   | Loredana Toma | 119 kg | Angie Palacios | 116 kg  | Zeng Tiantian  | 113 kg |
| Slancio   | Liao Guifang  | 140 kg | Zeng Tiantian  | 140 kg  | Olivia Reeves  | 139 kg |
| Totale    | Loredana Toma | 256 kg | Zeng Tiantian  | 253 kg  | Angie Palacios | 252 kg |

## Record
Prima di questa competizione, i record mondiali esistenti erano i seguenti:
| Record mondiale | Strappo | Mondiale standard | 117 kg | —                     | 1º novembre 2018 |
| Record mondiale | Slancio | Zhang Wangli      | 152 kg | Aşgabat, Turkmenistan | 6 novembre 2018  |
| Record mondiale | Totale  | Zhang Wangli      | 267 kg | Aşgabat, Turkmenistan | 6 novembre 2018  |

## Risultati
| Pos. | Atleta                           | Gr. | Peso atleta | Strappo (kg) | Strappo (kg) | Strappo (kg) | Strappo (kg) | Slancio (kg) | Slancio (kg) | Slancio (kg) | Slancio (kg) | Totale |
| Pos. | Atleta                           | Gr. | Peso atleta | 1            | 2            | 3            | Pos.         | 1            | 2            | 3            | Pos.         | Totale |
| ---- | -------------------------------- | --- | ----------- | ------------ | ------------ | ------------ | ------------ | ------------ | ------------ | ------------ | ------------ | ------ |
|      | Loredana Toma (ROU)              | A   | 70.00       | 113          | 117          | 119          |              | 133          | 137          | 140          | 4            | 256    |
|      | Zeng Tiantian (CHN)              | A   | 70.60       | 105          | 110          | 113          |              | 135          | 140          | 144          |              | 253    |
|      | Angie Palacios (ECU)             | A   | 70.20       | 110          | 115          | 116          |              | 132          | 136          | 140          | 5            | 252    |
| 4    | Liao Guifang (CHN)               | A   | 70.30       | 110          | 116          | 118          | 5            | 140          | 147          | 147          |              | 250    |
| 5    | Olivia Reeves (USA)              | A   | 70.70       | 103          | 103          | 106          | 9            | 132          | 136          | 139          |              | 245    |
| 6    | Mari Sánchez (COL)               | A   | 70.90       | 108          | 111          | 113          | 4            | 133          | 136          | 137          | 7            | 244    |
| 7    | Katherine Vibert (USA)           | A   | 71.00       | 103          | 106          | 109          | 8            | 132          | 136          | 136          | 6            | 242    |
| 8    | Marie Fegue (FRA)                | A   | 71.00       | 105          | 110          | 114          | 6            | 131          | 136          | 137          | 8            | 241    |
| 9    | Giulia Miserendino (ITA)         | A   | 69.50       | 103          | 107          | 110          | 7            | 123          | 127          | 127          | 14           | 233    |
| 10   | Kristel Macrohon (PHI)           | B   | 70.30       | 95           | 100          | 104          | 10           | 125          | 128          | 128          | 9            | 232    |
| 11   | Amanda Schott (BRA)              | B   | 70.70       | 100          | 103          | 104          | 11           | 122          | 123          | 125          | 11           | 228    |
| 12   | Laura Peinado (VEN)              | B   | 70.90       | 98           | 102          | 102          | 13           | 120          | 123          | 125          | 13           | 225    |
| 13   | Vanessa Sarno (PHI)              | B   | 69.90       | 90           | 96           | 99           | 16           | 125          | 128          | 128          | 10           | 224    |
| 14   | Sarah Davies (GBR)               | A   | 70.90       | 99           | 99           | 103          | 17           | 124          | 127          | 130          | 12           | 223    |
| 15   | Miku Ishii (JPN)                 | C   | 70.50       | 97           | 100          | 101          | 14           | 121          | 121          | 124          | 16           | 222    |
| 16   | Lisa Schweizer (GER)             | B   | 70.70       | 97           | 100          | 102          | 12           | 114          | 118          | 121          | 20           | 220    |
| 17   | Sumire Hashimoto (JPN)           | C   | 65.80       | 92           | 92           | 95           | 19           | 118          | 121          | 126          | 15           | 216    |
| 18   | Mun Min-hee (KOR)                | B   | 69.90       | 95           | 99           | 101          | 20           | 120          | 125          | 125          | 17           | 215    |
| 19   | Eygló Fanndal Sturludóttir (ISL) | C   | 69.10       | 90           | 94           | 98           | 25           | 115          | 119          | 123          | 18           | 213    |
| 20   | Nicole Rubanovich (ISR)          | B   | 70.80       | 95           | 95           | 98           | 21           | 111          | 116          | 119          | 22           | 211    |
| 21   | Daiana Serrano (DOM)             | B   | 70.60       | 90           | 95           | 95           | 22           | 115          | —            | —            | 23           | 210    |
| 22   | Tsabitha Alfiah Ramadani (INA)   | C   | 64.70       | 94           | 100          | 100          | 24           | 114          | 114          | 119          | 24           | 208    |
| 23   | Ilia Hernández (ESP)             | C   | 70.80       | 90           | 90           | 95           | 30           | 117          | 121          | 122          | 21           | 207    |
| 24   | Restu Anggi (INA)                | C   | 66.70       | 88           | 88           | 92           | 34           | 115          | 119          | 121          | 19           | 207    |
| 25   | Megan Trupp (CAN)                | D   | 70.10       | 91           | 95           | 98           | 18           | 110          | 110          | 110          | 30           | 205    |
| 26   | Kidaisha López (PUR)             | D   | 69.90       | 88           | 91           | 94           | 23           | 110          | 110          | 112          | 28           | 204    |
| 27   | Manon Angonese (BEL)             | C   | 70.10       | 88           | 91           | 91           | 28           | 110          | 112          | 113          | 25           | 204    |
| 28   | Janette Ylisoini (FIN)           | D   | 71.00       | 88           | 91           | 93           | 26           | 107          | 110          | 110          | 29           | 203    |
| 29   | Line Gude (DEN)                  | C   | 69.40       | 90           | 92           | 93           | 29           | 112          | 117          | 119          | 26           | 202    |
| 30   | Maximina Uepa (NRU)              | D   | 69.00       | 89           | 91           | 91           | 27           | 110          | 115          | 115          | 27           | 201    |
| 31   | Jutta Selin (FIN)                | D   | 70.80       | 87           | 89           | 91           | 31           | 108          | 111          | 111          | 32           | 197    |
| 32   | Lijana Jakaitė (LTU)             | D   | 70.50       | 88           | 91           | 91           | 32           | 109          | 111          | 111          | 31           | 197    |
| 33   | Tatiana Salas (CRC)              | D   | 67.50       | 83           | 83           | 88           | 33           | 103          | 103          | 103          | 33           | 191    |
| 34   | Rachael Enock (KEN)              | D   | 69.70       | 65           | 73           | 76           | 36           | 80           | 80           | 83           | 34           | 153    |
| 35   | Emma Imsirovic (BOT)             | D   | 69.30       | 60           | 62           | 65           | 37           | 70           | 76           | 80           | 35           | 138    |
| —    | Alexis Ashworth (CAN)            | B   | 70.70       | 95           | 98           | 101          | 15           | 118          | 118          | 118          | —            | —      |
| —    | Elaheh Razzaghi (IRI)            | C   | 70.50       | 87           | 87           | 91           | 35           | 111          | 111          | 113          | —            | —      |
| —    | Chen Wen-huei (TPE)              | A   | 69.20       | —            | —            | —            | —            | —            | —            | —            | —            | —      |
| —    | Mahassen Fattouh (LBN)           | C   | 68.60       | —            | —            | —            | —            | —            | —            | —            | —            | —      |